# 法語維基百科
法語維基百科（法語：Wikipédia en français）為維基百科協作計劃之法語版本，由非營利組織──維基媒體基金會維持負責。截至2022年5月2日，它擁有2,419,885篇文章，是規模第五大的維基百科。始创於2001年，2010年9月继英语和德语維基百科之后成为第三个条目数超过100万的语言版本。截至2022年5月，法語維基百科有4,365,000名用戶。

## 外部連結
- 法語維基百科 （页面存档备份，存于）